# Kariya (Aichi)
Kariya (jap. 刈谷市, -shi) ist eine Großstadt in der japanischen Präfektur Aichi.
Mit der Bahn ist die Stadt ungefähr 30 km von Japans viertgrößter Stadt Nagoya entfernt.

## Geschichte
1533 errichtete Mizuno Tadamasa († 1543) eine Burg, wodurch der Ort bis zur Meiji-Restauration zur Burgstadt wurde. Zuletzt residierten auf der Burg Kariya ein Zweig der Doi. 
1929 wurde eine Längstwellensendeanlage mit 8 je 250 Meter hohen, gegen Erde isolierten Stahlfachwerkmasten errichtet. Diese Maste waren zum Zeitpunkt der Fertigstellung die höchsten Bauwerke Japans. Die Funkstelle wurde im Zweiten Weltkrieg unter anderen zur Befehlsweitergabe für den japanischen Angriff auf Pearl Harbor benutzt. Diese Türme wurden 1997 abgebaut. Ein Turmstumpf wurde in einem Museum konserviert.
Die Stadt wurde am 1. April 1950 zur kreisfreien Stadt (shi) ernannt.

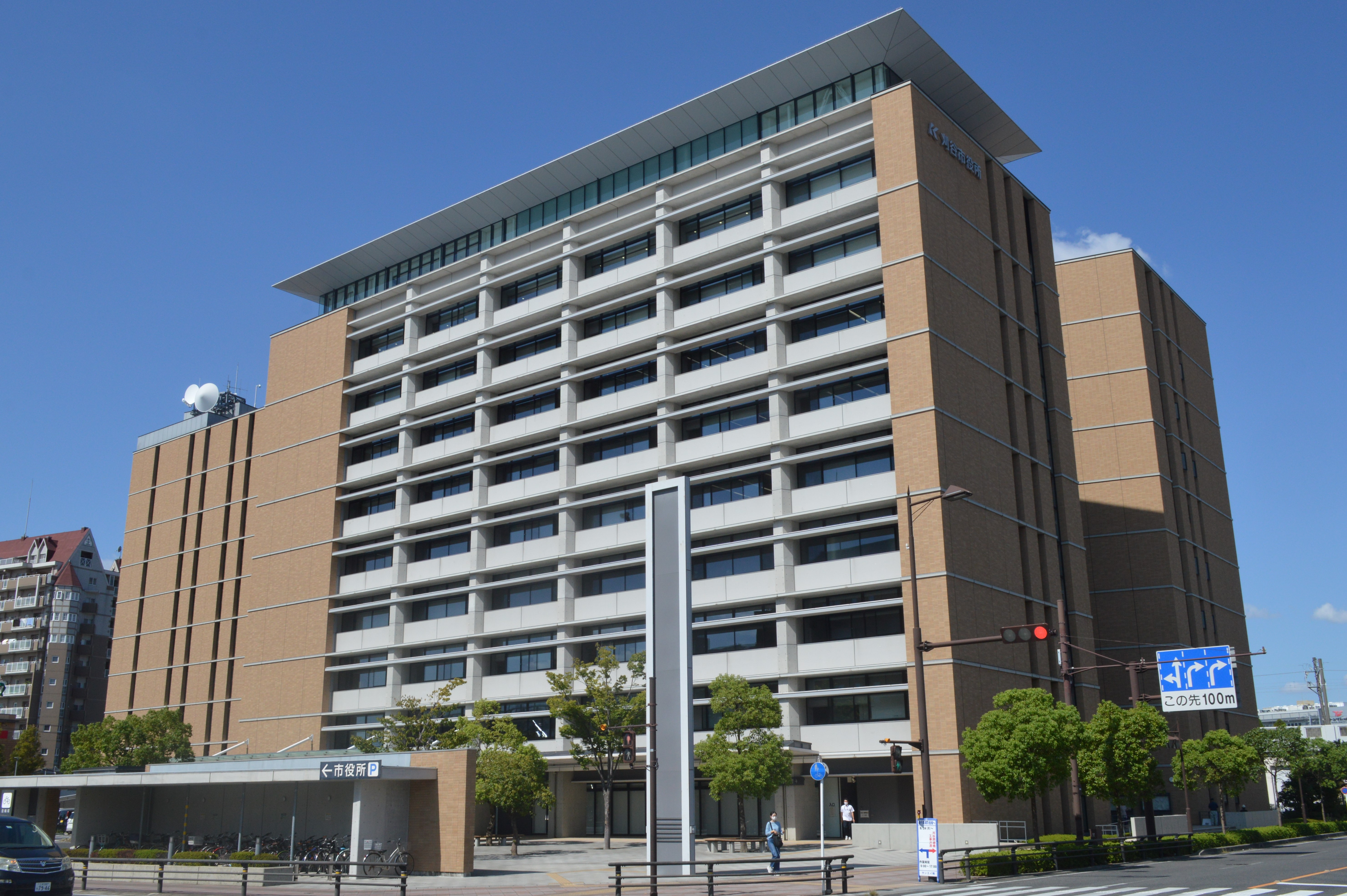
Rathaus

## Wirtschaft
In der Stadt gibt es Firmen, die mit der Toyota Motor Corporation in Beziehung stehen, wie etwa die Toyota Industries Corporation, die Toyota Boshoku Corporation und die Denso Corporation. Die Toyoda Automatic Loom Works, Toyoda jidoshoki, war die ursprüngliche Firma oder kaisha, die die Tochterfirma Toyota Motor Corporation gegründet hat. Weil die Toyoda Automatic Loom Works finanziell so erfolgreich war, beschloss die Unternehmensleitung, große Teile des Gewinns in das wachsende Automobilgeschäft zu investieren.

## Verkehr
Der Bahnhof Kariya ist ein bedeutender Schienenverkehrsknotenpunkt. Hier kreuzt sich die Tōkaidō-Hauptlinie von JR East mit der Meitetsu Mikawa-Linie der Bahngesellschaft Meitetsu.

## Bildung
Als erwähnenswerte Bildungseinrichtung befindet sich in Kariya die staatliche Pädagogische Hochschule Aichi (Aichi University of Education (AUE)), der eine Oberschule angeschlossen ist. Beide Einrichtungen befinden sich im Stadtviertel Igaya im äußersten Norden des Stadtgebietes.

## Söhne und Töchter der Stadt
- On Kawara (1933–2014), Bildender Künstler
- Nobuyuki Satō (* 1972), Langstreckenläufer
- Hiroki Kondō (* 1982), Tennisspieler
- Takuma Ōminami (* 1997), Fußballspieler

## Städtepartnerschaften
- Mississauga, Ontario, Kanada (seit 1981)

## Angrenzende Städte und Gemeinden
- Toyota
- Anjō
- Chiryū
- Ōbu
- Takahama
- Toyoake
- Miyoshi